# FCW Florida Tag Team Championship
Het FCW Florida Tag Team Championship was een professioneel worstelkampioenschap van Florida Championship Wrestling (FCW), opleidingscentrum van World Wrestling Entertainment (WWE) voor tag teams. Dit kampioenschap debuteerde op 23 februari 2008. In augustus 2012 veranderde de WWE FCW Wrestling in NXT Wrestling.

## Titel geschiedenis
| Nr.                 | Worstelaars                                                          | #                   | Datum             | Stad                  | Aantekeningen                                                                                                |
| ------------------- | -------------------------------------------------------------------- | ------------------- | ----------------- | --------------------- | --- |
| 1                   | The Puerto Rican Nightmares (Eddie Colón en Eric Pérez)              | 1                   | 23 februari 2008  | Port Richey           | The Puerto Rican Nightmares versloeg Steve Lewington & Heath Miller in de finale van een een-nacht toernooi. |
| 2                   | Brad Allen en Nic Nemeth                                             | 1                   | 23 maart 2008     | Port Richey           | |
| 3                   | The Puerto Rican Nightmares                                          | 2                   | 15 april 2008     | Port Richey           | |
| 4                   | The Empire (Drew McIntyre en Stu Sanders)                            | 1                   | 6 mei 2008        | Port Richey           | |
| 5                   | The Puerto Rican Nightmares                                          | 3                   | 17 juli 2008      | Tampa                 | |
| 6                   | Gavin Spears en Nic Nemeth(2)                                        | 1                   | 16 augustus 2008  | New Port Richey       | Dit was een Triple Threat match met The Puerto Rican Nightmares en Scotty Goldman en Kafu.                   |
| 7                   | Heath Miller/Sebastian Slater & Joe Hennig                           | 1                   | 11 september 2008 | Tampa                 | |
| 8                   | The New Hart Foundation (D.H. Smith en TJ Wilson)                    | 1                   | 30 oktober 2010   | Tampa                 | |
| 9                   | Curtis en Tyler Reks                                                 | 1                   | 11 december 2008  | Tampa                 | |
| 10                  | The Dude Busters (Caylen Croft en Trent Baretta)                     | 1                   | 30 april 2009     | Tampa                 | |
| 11                  | Justin Gabriel en Kris Logan                                         | 1                   | 23 juli 2009      | Tampa                 | |
| 12                  | The Rotundos (Bo Rotundo en Duke Rotundo)                            | 1                   | 23 juli 2009      | Tampa                 | |
| 13                  | The Dude Busters (Caylen Croft(2), Trent Baretta(2) en Curt Hawkins) | 1                   | 19 november 2009  | Tampa                 | Hawkins en Croft wonnen de titels en verdedigden later als twee leden onder de Freebird Rule.                |
| 14                  | The Fortunate Sons (Joe Hennig(2) en Brett DiBiase)                  | 1                   | 14 januari 2010   | Tampa                 | Versloeg Croft en Baretta.                                                                                   |
| 15                  | The Usos (Jimmy Uso en Jules/Jey Uso)                                | 1                   | 13 maart 2010     | Crystal River         | |
| 16                  | Los Aviadores (Epico en Hunico)                                      | 1                   | 3 juni 2010       | Tampa                 | |
| 17                  | Kaval en Michael McGillicutty(3)                                     | 1                   | 15 juli 2010      | Tampa                 | |
| 18                  | Los Aviadores                                                        | 2                   | 16 juli 2010      | Sebring               | |
| 19                  | Derrick Bateman en Johnny Curtis(2)                                  | 1                   | 12 augustus 2010  | Tampa                 | |
| 20                  | Xavier Woods en Wes Brisco                                           | 1                   | 4 november 2010   | Tampa                 | |
| Beschikbaar gesteld | Beschikbaar gesteld                                                  | Beschikbaar gesteld | 1 december 2010   | Tampa                 | Brisco liep een blessure op en kon zo zijn titel niet verdedigen met Xavier Woods.                           |
| 21                  | Damien Sandow en Titus O'Neill                                       | 1                   | 3 december 2010   | Plant City (Florida)  | |
| 22                  | Richie Steamboat en Seth Rollins                                     | 1                   | 25 maart 2011     | Miami                 | |
| 23                  | Calvin Raines en Big E Langston                                      | 1                   | 12 mei 2011       | Tampa                 | |
| 24                  | CJ Parker en Donnie Marlow                                           | 1                   | 21 juli 2011      | Tampa                 | |
| 25                  | Brad Maddox en Briley Pierce                                         | 1                   | 3 november 2011   | Tampa                 | |
| Vacant gesteld      | Vacant gesteld                                                       | Vacant gesteld      | 2 februari 2012   | Tampa                 | Titel werd vacant gesteld na Briley's beenblessure                                                           |
| 26                  | Bo Rotundo en Husky Harris                                           | 2                   | 2 februari 2012   | Tampa                 | |
| 27                  | Corey Graves en Jake Carter                                          | 1                   | 15 maart 2012     | Tampa                 | |
| 28                  | Leakee en Mike Dalton                                                | 1                   | 15 juni 2012      | Palatka (Florida)     | |
| 29                  | CJ Parker (2) & Jason Jordan                                         | 1                   | 13 juli 2012      | Punta Gorda (Florida) | |
| 30                  | Rick Victor & Brad Maddox (2)                                        | 1                   | 28 juli 2012      | Melbourne (Florida)   | |
| Titel opgeborgen    | Titel opgeborgen                                                     | Titel opgeborgen    | 14 augustus 2012  | Tampa                 | De WWE veranderde de FCW Wrestling in NXT Wrestling.                                                         |

FCW 15 Championship · FCW Divas Championship · FCW Florida Heavyweight Championship · FCW Florida Tag Team Championship · FCW Southern Heavyweight Championship · Queen of FCW